# Hala Krzyżowa
 Hala Krzyżowa  (niem. Kreuzschänke lub Kreuzwiese) – górska łąka na wysokości 670–750 m n.p.m., w południowo-zachodniej Polsce w Sudetach Zachodnich w Rudawach Janowickich.
Hala położona w Rudawskim Parku Krajobrazowym, w środkowo-północnej części Rudaw Janowickich, między Wieściszowicami od południowego wschodu a Mniszkowem od północnego zachodu około 3,7 km na południowy wschód od centrum Janowic Wielkich, rozciągająca się na północno-wschodnim zboczu Wołka, poniżej wysokości 750 m n.p.m.

## Roślinność
Górska łąka z ciekawą i rzadką roślinnością. Wśród bujnych traw występuje gółka długoostrogowa, storczyk szerokolistny i bzowy, podbiałek alpejski, rutewka orlikolistna, arnika górska i ciemiężyca zielona. Dalsze otoczenie hali po zachodniej i wschodniej stronie porastają lasy regla dolnego.

## Historia
Hala powstała na przełomie XVI-XVII wieku w wyniku wyrębu lasu dla potrzeb górnictwa, które silnie rozwinęło się w pobliskiej Miedziance. Później poręba służyła gospodarce pasterskiej. Dawniej na Hali istniały zabudowania gospodarskie i pasterskie, po których obecnie nie ma śladu.

## Pochodzenie nazwy
- Nazwa pochodzi od starego kamiennego krzyża z wyrytym toporem, który kilka lat temu został przewieziony pod przełęcz Rędzińską. Wiek ani powód fundacji tego krzyża nie są znane. Nazywany jest  często krzyżem pokutnym, co jednak nie ma podstaw w  dowodach ani badaniach, a jest oparte jedynie na nieuprawnionym generalnym założeniu, że wszystkie stare kamienne krzyże monolitowe, o których pochodzeniu nie zachowały się żadne informacje, zwłaszcza te z rytami broni, są krzyżami pokutnymi (pojednania)[1], chociaż w  rzeczywistości powód fundacji takich krzyży może być różnoraki, tak jak każdego innego krzyża. Niestety hipoteza ta stała się na tyle popularna, że zaczęła być odbierana jako fakt i pojawiać się w lokalnych opracowaniach, informatorach czy przewodnikach jako faktyczna informacja, bez uprzedzenia, że jest to co najwyżej luźny domysł bez żadnych bezpośrednich dowodów.

### Turystyka
Przez halę prowadzą szlaki turystyczne:
- żółty – fragment szlaku prowadzący z Janowic Wielkich na Wielką Kopę, przez Wołek.
- niebieski- fragment szlaku  prowadzący z Radomierza na Skalnik, przez Wołek.